# Berlin-Mahlsdorf

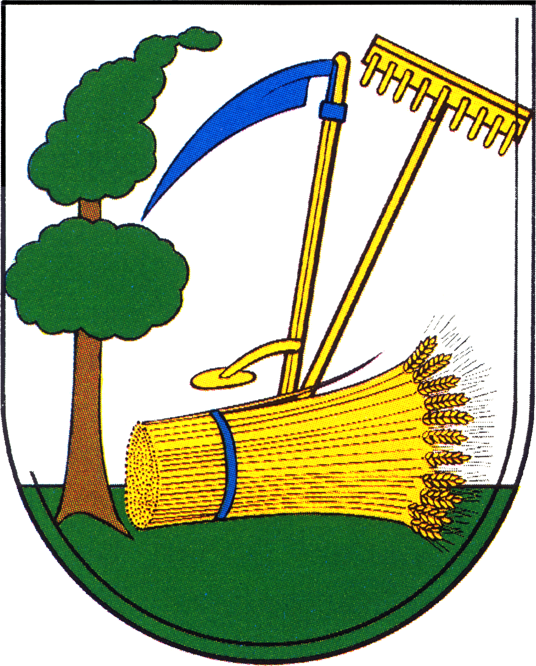
Wappen von Mahlsdorf, 1987

Mahlsdorf ist ein Berliner Ortsteil im Bezirk Marzahn-Hellersdorf. Zusammen mit Biesdorf und Kaulsdorf befindet sich hier Deutschlands größtes zusammenhängendes Gebiet mit Ein- und Mehrfamilienhäusern.

## Lage

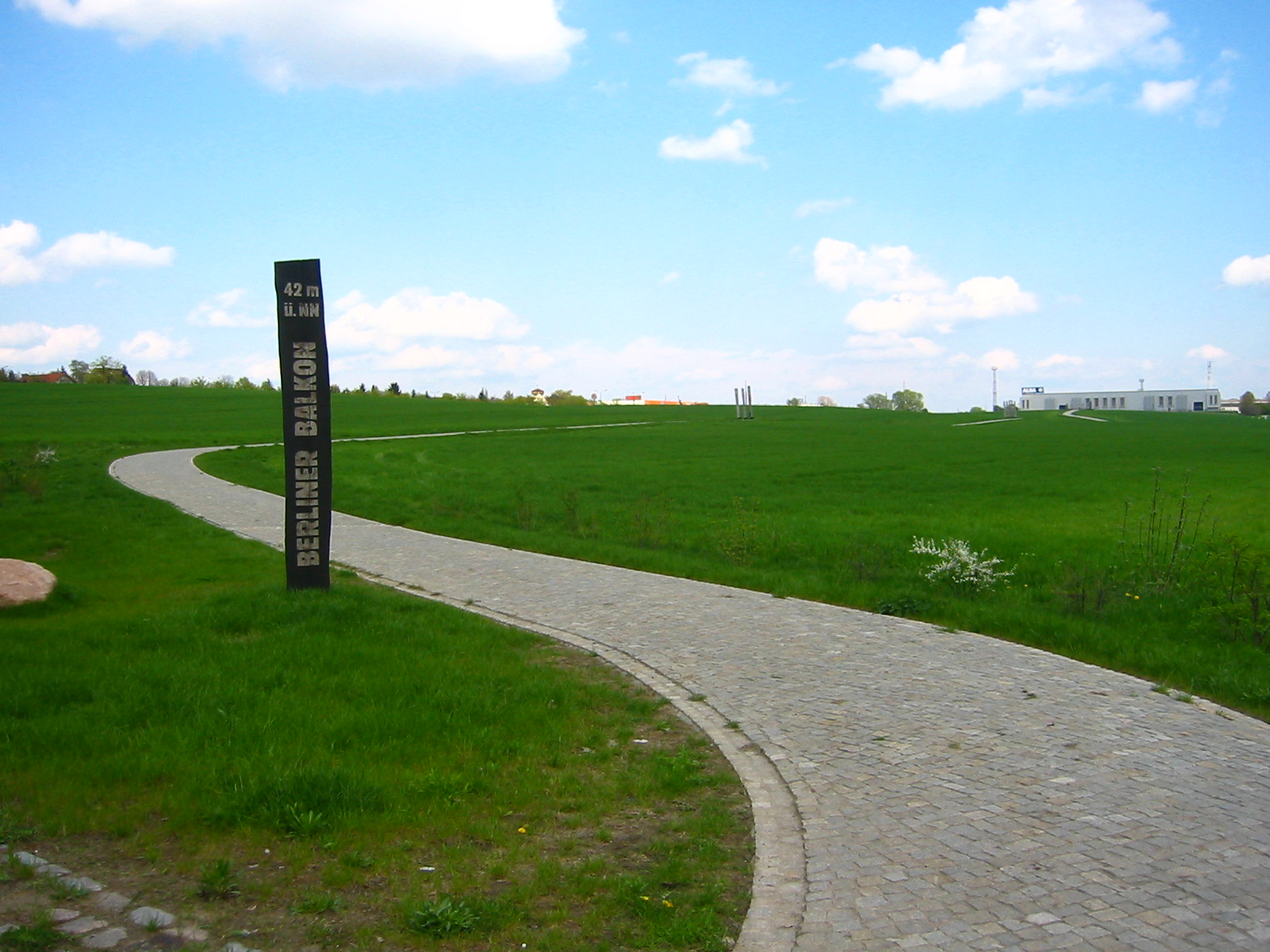
Berliner Balkon

Mahlsdorf liegt an der östlichen Stadtgrenze Berlins und grenzt an die Gemeinde Hoppegarten im Land Brandenburg. Südlich der Straße Alt-Mahlsdorf (Bundesstraßen B 1/B 5) liegt der Berliner Balkon, wo der Höhenunterschied der Barnimhochebene zum Berliner Urstromtal (rund 15 Meter) nachvollzogen werden kann. Der Elsensee, einer der Kaulsdorfer Seen, liegt an der westlichen Grenze des Ortsteils. Im Süden trennen Mahlsdorf vom Ortsteil Köpenick die Waldgebiete Dammheide und Mittelheide.
Mahlsdorf teilt sich in die LOR-Planungsräume Mahlsdorf-Nord (nördlich der Bahntrasse), Alt-Mahlsdorf (zwischen Bahntrasse und der Straße Alt-Mahlsdorf) und Mahlsdorf-Süd (südlich der Straße Alt-Mahlsdorf).

## Geschichte
Mahlsdorf wurde wie viele anderen Ortschaften im Berliner Umland auf dem Barnim  um 1200 gegründet. Es war ein nord-südlich ausgerichtetes Straßendorf; die Dorfkirche liegt auf der westlichen Straßenseite. Die alte Fernhandelsstraße von Berlin über Frankfurt (Oder) nach Posen und Gnesen verlief südlich der Kirche des Dorfs, das später entlang der ausgebauteren Fernhandelsstraße erweitert wurde. Urkundlich ersterwähnt wurde es als Malterstorp. Das Dorf befand sich im Besitz des Brandenburger Markgrafen Ludwig des Älteren und wurde laut der Urkunde vom 25. Januar 1345 als Lehnsbesitz von Tyle Rütheling an Otto von Kethelitz verkauft.
Im Landbuch Karls IV. von 1375 ist das Dorf mit 50 Hufen erwähnt, darunter vier Pfarrhufe (Wedemhof); es gab auch einen Krug. Im Jahr 1450 wurden zusätzlich zwei Kirchenhufe erwähnt. 1459 zählte Mahlsdorf zum Archidiakonat Berlin. Die dörflichen Rechte teilten sich die von Grieben und die von Falkenberg, die auch entsprechend über das Kirchenpatronat verfügten. Von 1613 bis 1619 war Mahlsdorf im Besitz derer von Pfuel.
Im Jahr 1753 besiedelten auf Erlass des preußischen Königs Friedrich II. Kolonisten aus Plattenhardt in Württemberg den neuen Ortsteil Kiekemal, der aus der Gemarkung Barnim dazu kam. Bis Anfang des 19. Jahrhunderts hatte der Ort lediglich rund 250 Einwohner. Danach kam es – besonders in der Gründerzeit – zu einem explosionsartigen Wachstum, gefördert auch durch eine 1885 eröffnete Station an der Preußischen Ostbahn. Die Einwohnerzahl wuchs von 1895 bis 1911 von 850 auf 7118. Die Gegend um die Bahnstation wurde zu einem Schwerpunkt der Bautätigkeit. Aus einem Guts- und Bauerndorf wurde zunehmend ein Wohn- und Siedlungsvorort Berlins. Ende der 1920er Jahre gab es in Mahlsdorf 47 Gartenbaubetriebe zur Versorgung des Berliner Ostens und des Umlandes mit Gemüse und Blumen. Zahlreiche Gastwirtschaften wurden zu Berliner Ausflugszielen. Neue Straßen wurden angelegt, Gas- und Stromversorgung installiert. 1900 wurde eine eigene Postagentur eingerichtet, 1904/1905 eine neue Schule errichtet, die bereits 1909 erweitert werden musste. 1907 entstand eine Straßenbahnverbindung nach Köpenick. 1911 erhielt die Gemeinde ein eigenes Rathaus an der Ecke Hultschiner Damm/Rahnsdorfer Straße, das im Zweiten Weltkrieg durch einen Bombenangriff zerstört wurde. Mahlsdorf war lange Zeit in eine Landgemeinde und einen Gutsbezirk unterteilt. Der Gutsbezirk wurde am 1. April 1912 aufgehoben und in die Landgemeinde eingegliedert.
Die Einwohnerzahl wuchs weiter: von 6.118 im Jahr 1919 auf 16.613 im Jahr 1933. Ab 1924 entstand unter Leitung von Bruno Taut beiderseits der Hönower Straße in Mahlsdorf-Nord die Siedlung ‚Lichtenberger Gartenheim‘ mit 720 Parzellen. 1929/1930 wurde ein neues Bahnhofsgebäude errichtet, in den 1930er Jahren folgten zwei Kirchenbauten, die Kreuzkirche und das Theodor-Fliedner-Heim, sowie zwei neue Schulen.
Am 22. April 1945 besetzte die Rote Armee Mahlsdorf kampflos. In der DDR blieb der Ortsteil peripheres Wohn- und Siedlungsgebiet Berlins ohne größere strukturelle Änderungen. Für den vierstreifigen Ausbau der auf gemeinsamer Trasse verlaufenden heutigen Bundesstraßen B 1/B 5 in den 1980er Jahren wurden einige schützenswerte Gebäude des alten Mahlsdorfer Ortskerns abgerissen.
Ab 1992 entstand zwischen Landsberger Straße und der Berliner Stadtgrenze ein 180.000 m² großes Gewerbegebiet, der B1 Businesspark. Das Abfallentsorgungsunternehmen Alba errichtete 2005 in Mahlsdorf die modernste Recyclinganlage Europas. Im Ortsteil wurden neun Supermärkte gebaut (Stand: 2022).
Mahlsdorf gehörte bis 1920 zum Landkreis Niederbarnim in der preußischen Provinz Brandenburg. Mit der Entstehung Groß-Berlins wurde es nach Berlin eingemeindet und gehörte zum Bezirk Lichtenberg (in der DDR: „Stadtbezirk“). 1979 wurde Mahlsdorf Teil des seinerzeit neugebildeten Stadtbezirks Marzahn und wechselte 1986 in den damals neu entstandenen Stadtbezirk  Hellersdorf.

## Bevölkerung
Die wachsende Einwohnerzahl resultiert vor allem aus dem Bau von Eigenheimen und aus der Errichtung neuer Siedlungsgebiete, beispielsweise der Dürergärten an der Landsberger Straße in Mahlsdorf-Nord oder der Theodorgärten zwischen Hultschiner Damm, Alt-Mahlsdorf und Pilgramer Straße in Mahlsdorf-Süd.
| Jahr | Einwohner |
| ---- | --------- |
| 1800 | 00.250    |
| 1895 | 00.850 1  |
| 1900 | 0.1.054   |
| 1910 | 0.4.215 2 |
| 1919 | 0.6.118   |
| 1933 | 16.613    |
| 1939 | 20.229    |

| Jahr | Einwohner |
| ---- | --------- |
| 1946 | 20.837    |
| 1950 | 22.062    |
| 1963 | 17.761    |
| 1991 | 13.250    |
| 1995 | 15.743    |
| 2000 | 25.202    |

| Jahr | Einwohner |
| ---- | --------- |
| 2007 | 27.021    |
| 2010 | 26.824    |
| 2015 | 27.678    |
| 2020 | 29.757    |
| 2021 | 29.882    |
| 2022 | 30.480    |
| 2023 | 30.408    |
| 2024 | 30.353    |

Quellen: bis 1910:, 1919–1939: Statistisches Jahrbuch von Berlin (jeweilige Jahre), 1946–1963: Statistisches Jahrbuch der DDR 1964, S. 8, ab 2007: Statistischer Bericht A I 5. Einwohnerregisterstatistik Berlin. Bestand – Grunddaten. 31. Dezember. Amt für Statistik Berlin-Brandenburg (jeweilige Jahre)

## Sehenswürdigkeiten

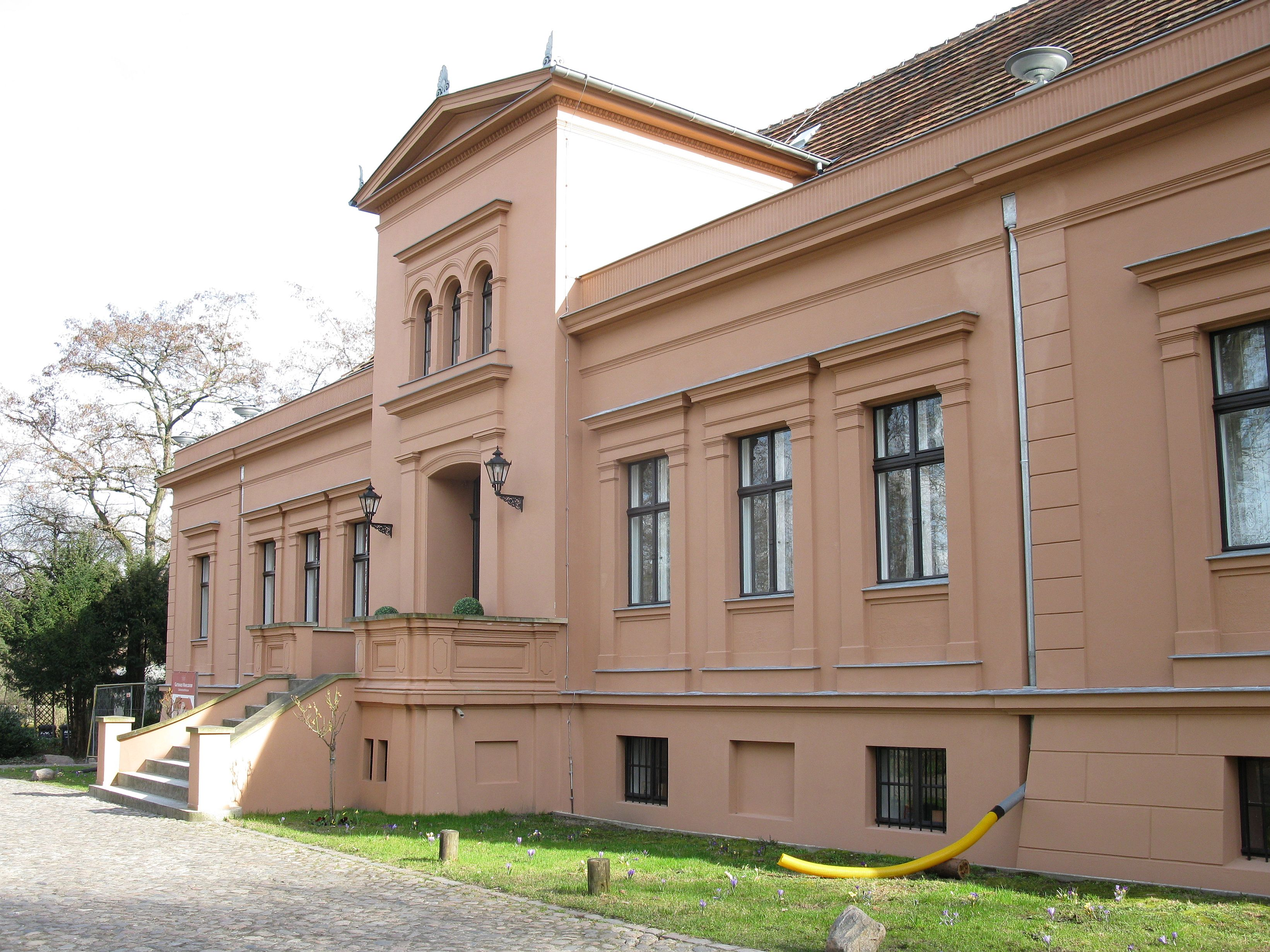
Gründerzeitmuseum im Gutshaus Mahlsdorf

### Gründerzeitmuseum
Überregionale Bekanntheit hat der Ortsteil durch Charlotte von Mahlsdorf und das von ihr im Gutshaus Mahlsdorf aufgebaute  Gründerzeitmuseum erlangt. Das Museum beherbergt Europas größte zusammenhängende Sammlung von Gegenständen aus der Gründerzeit und ist beliebt als Drehort für Film- und TV-Produktionen, Theateraufführungen, sowie als Standesamt. Das Museum befindet sich innerhalb einer Parkanlage am Hultschiner Damm 333.

### Dorfkirche

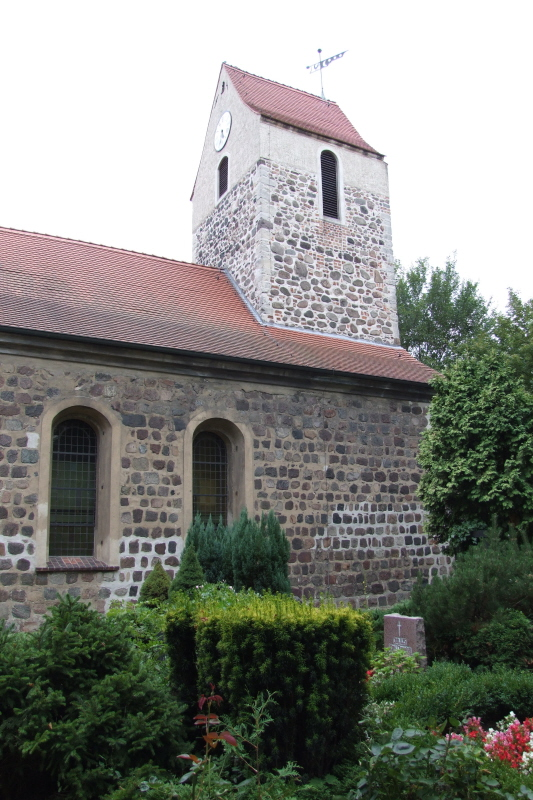
Alte Pfarrkirche Mahlsdorf

Das älteste Gebäude in Mahlsdorf ist die Alte Pfarrkirche aus dem 13. Jahrhundert an der Hönower Straße 13. Das Gotteshaus ist ein ursprünglich frühgotischer Feldsteinbau. Typisch für die Zeit wurde das Kirchenschiff als gedrungener Langhaussaal ausgeführt, an den im Osten ein eingezogener, rechteckiger Altarraum mit geradem Rechteckchor anschließt. An einigen Stellen sind noch die Umrisslinien der 1699 vermauerten und durch übergroße Rundbogenöffnungen ersetzten frühgotischen Fenster zu erkennen.
Dem bis zum Traufgesims in Schiffbreite angelegten Westturm wurde im Spätmittelalter ein schmaler Rechteckturm aufgesetzt. Sein Satteldach stammt aus der Zeit um 1900 und verläuft entgegen der Gepflogenheit von West nach Ost. Beiderseits des Chors befinden sich die üblichen Sakristeianbauten.
Die mittelalterliche Raumgliederung des Innenraums ist noch an dem spitzen Triumphbogen zwischen Schiff und Chor zu erkennen. Eine der Glocken trägt die Jahreszahl 1488. An Lampert Distelmeyer, Kanzler des Kurfürsten Joachim II., erinnert eine Steintafel mit seinem Wappen. Die Kanzel ist ein Geschenk seines Schwiegersohnes Johann von Kötteritz aus der Zeit um 1620.
Fast 100 Jahre jünger ist der Altar mit den Bildern von Maria, Johannes und der Stadt Jerusalem im Hintergrund (1710). Ein wappengeschmückter Grabstein im südlichen Sakristeianbau ist der 1579 verstorbenen Gertraut Grieben, eheliche Hausfrau des Peter Bretzke zu Stettin, gewidmet.

### Kreuzkirche
Die Kreuzkirche, am Pfarrhufenweg / Ecke Albrecht-Dürer-Straße gelegen, entstand 1934–1936 im Stil einer altmärkischen Siedlerkirche. Die Bleiglasfenster mit Glasmalereien aus der Entstehungszeit der Kirche sind erhalten geblieben. Sie steht unter Denkmalschutz.

### Theodor-Fliedner-Heim
Das Theodor-Fliedner-Heim in der Schrobsdorffstraße 35/36 wurde 1936–1937 im Stil der Heimatschutzarchitektur errichtet. Es weicht vom traditionellen Bild einer Kirche ab und umfasst zwei niedrige Gebäudetrakte, eine Saalkirche, ein Wohngebäude sowie einen Glockenturm und steht unter Denkmalschutz.

### Waldkirchhof
Auf dem Waldkirchhof Mahlsdorf an der Rahnsdorfer Straße 33 sind Mahlsdorfer Persönlichkeiten bestattet, darunter auch Charlotte von Mahlsdorf.

## Wirtschaft und Infrastruktur

### Wirtschaft
Das Abfallentsorgungsunternehmen ALBA erwarb im Jahr 1991 von der Treuhandanstalt das Gelände des ehemaligen Kombinats SERO direkt östlich des Berliner Balkons und errichtete dort im Jahr 2005 die modernste Recyclinganlage Europas. Hier wird der Inhalt der gelben Säcke und gelben Tonnen von mehr als sieben Millionen Einwohnern aus der Region Berlin/Brandenburg getrennt und zur weiteren Verarbeitung gepresst.
Von 1959 bis zur politischen Wende befanden sich im ehemaligen Kino Lichtburg am Hultschiner Damm die Produktionsstudios für die Kindersendung Unser Sandmännchen des Fernsehens der DDR. Dort wurden über 1000 Sandmännchenfilme produziert und in 43 Länder weltweit verkauft. Nachdem es lange Jahre leerstand, wurde es um die Wende zum 21. Jahrhundert trotz vieler Bürgerproteste abgerissen und ein Supermarkt sowie ein Jugendclub errichtet.

### Verkehr

#### Individualverkehr
Die Straße Alt-Mahlsdorf (Bundesstraßen B 1/B 5) durchquert den Ortsteil in West-Ost-Richtung. Der Straßenzug Hönower Straße – Hultschiner Damm verläuft von Norden nach Süden durch Mahlsdorf.

#### Öffentlicher Nahverkehr

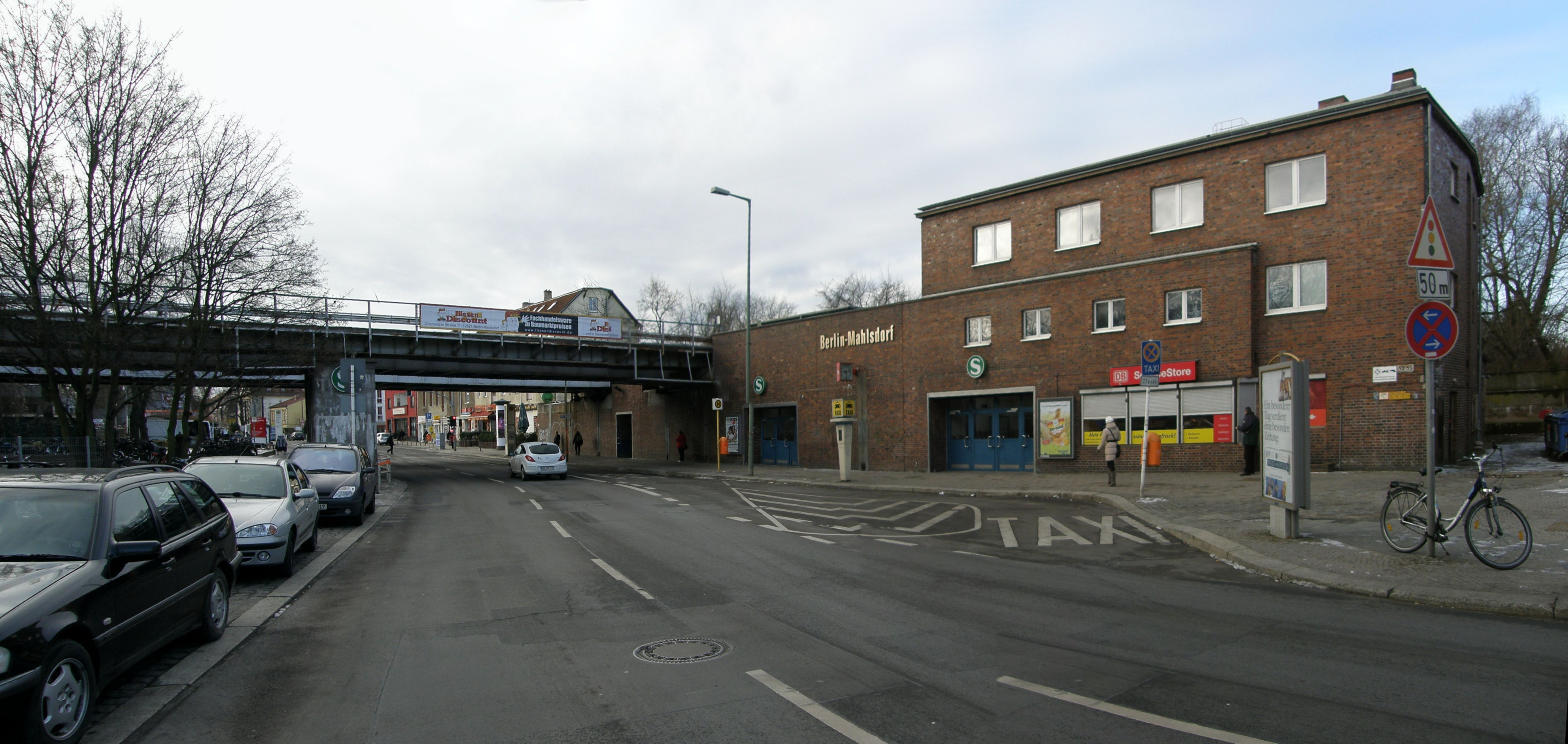
Bahnhof Mahlsdorf

Der Bahnhof Mahlsdorf (unter Denkmalschutz) liegt an der 1867 eröffneten Preußischen Ostbahn und ist durch die S-Bahn-Linie S5 mit der Berliner Innenstadt und mit dem Bahnhof Strausberg Nord verbunden. Am 10. Dezember 2017 wurde ein dritter Bahnsteig eröffnet, an dem Regionalbahnzüge der Linie RB26 (Berlin Ostkreuz – Küstrin) halten.
Der Bahnhof wurde am 1. September 1895 in Betrieb genommen. Er bestand aus zwei Seitenbahnsteigen westlich der Hönower Straße, die die Ostbahn höhengleich kreuzte. Im Jahr 1929 wurde der Bahnhof hochgelegt. 1930 wurde die bis dahin in Kaulsdorf endende S-Bahn-Linie bis Mahlsdorf verlängert. Seit dem 7. März 1947 fuhr die S-Bahn weiter bis Hoppegarten, seit dem 31. Oktober 1948 verkehrt sie bis Strausberg und seit dem 26. Mai 1968 bis Strausberg Nord.
Die Straßenbahnlinien 62 (S-Bahnhof Mahlsdorf – Wendenschloß) und 63 (Rahnsdorfer Straße – Landschaftspark Johannisthal) verbinden Mahlsdorf in südlicher Richtung mit Köpenick. Die Buslinien 108, 195, 197, 395, 398 und 399 erschließen den Ortsteil. Nachts verbindet die Linie N90 Mahlsdorf-Süd mit den S-Bahnhöfen Wuhletal, Mahlsdorf und Köpenick, die Linie N95 Mahlsdorf-Nord mit dem S-Bahnhof Mahlsdorf.

### Schulen

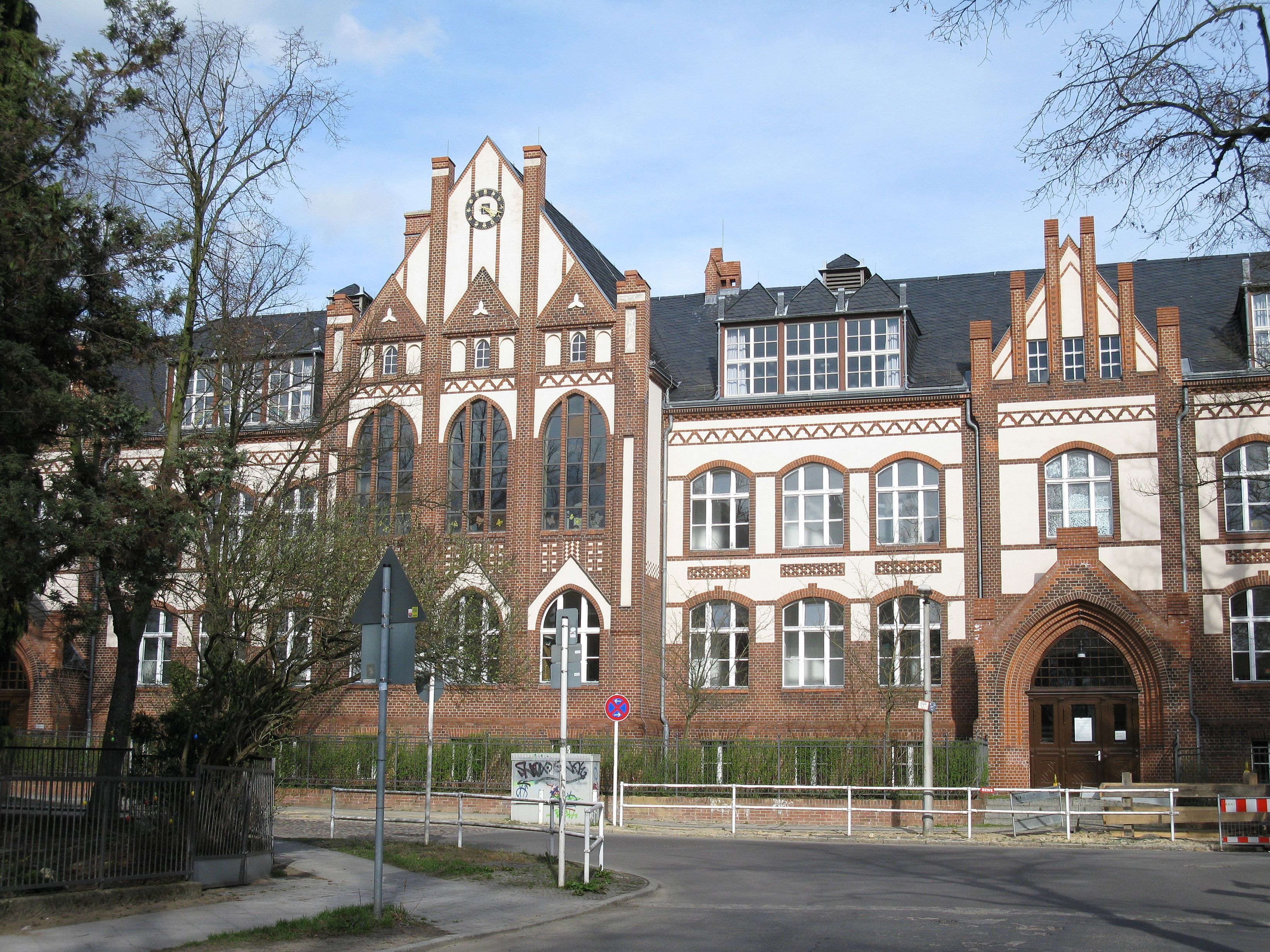
Friedrich-Schiller-Grundschule

- 37. Schule (Grundschule), Elsenstraße 7–9[17][18]
- BEST-Sabel-Grundschule, Erich-Baron-Weg 118[19]
- Freie Schule am Elsengrund, Elsenstraße 13a[20]
- Friedrich-Schiller-Grundschule, An der Schule 13[21]
- Integrierte Sekundarschule Mahlsdorf, An der Schule 41–59[22]
- Kiekemal-Grundschule, Hultschiner Damm 219
- Mahlsdorfer Grundschule, Feldrain 47[23]

Die Oberschule am Elsengrund (Elsenstraße 9) wurde zum Ende des Schuljahrs 2008/09 geschlossen und mit dem Otto-Nagel-Gymnasium in Biesdorf zusammengelegt.

### Sport
In Mahlsdorf sind die Vereine BSV Eintracht Mahlsdorf (Sportplatz Am Rosenhag), gegründet 1897, und FSV Blau-Weiß Mahlsdorf/Waldesruh (Sportplatz Waldesruh), gegründet 1936, 1945–1990 als BSG Bau Marzahn spielend, beheimatet. Der Sportplatz Waldesruh befindet sich allerdings außerhalb Berlins in Dahlwitz-Hoppegarten (Lage).

## Persönlichkeiten

### Söhne und Töchter Mahlsdorfs

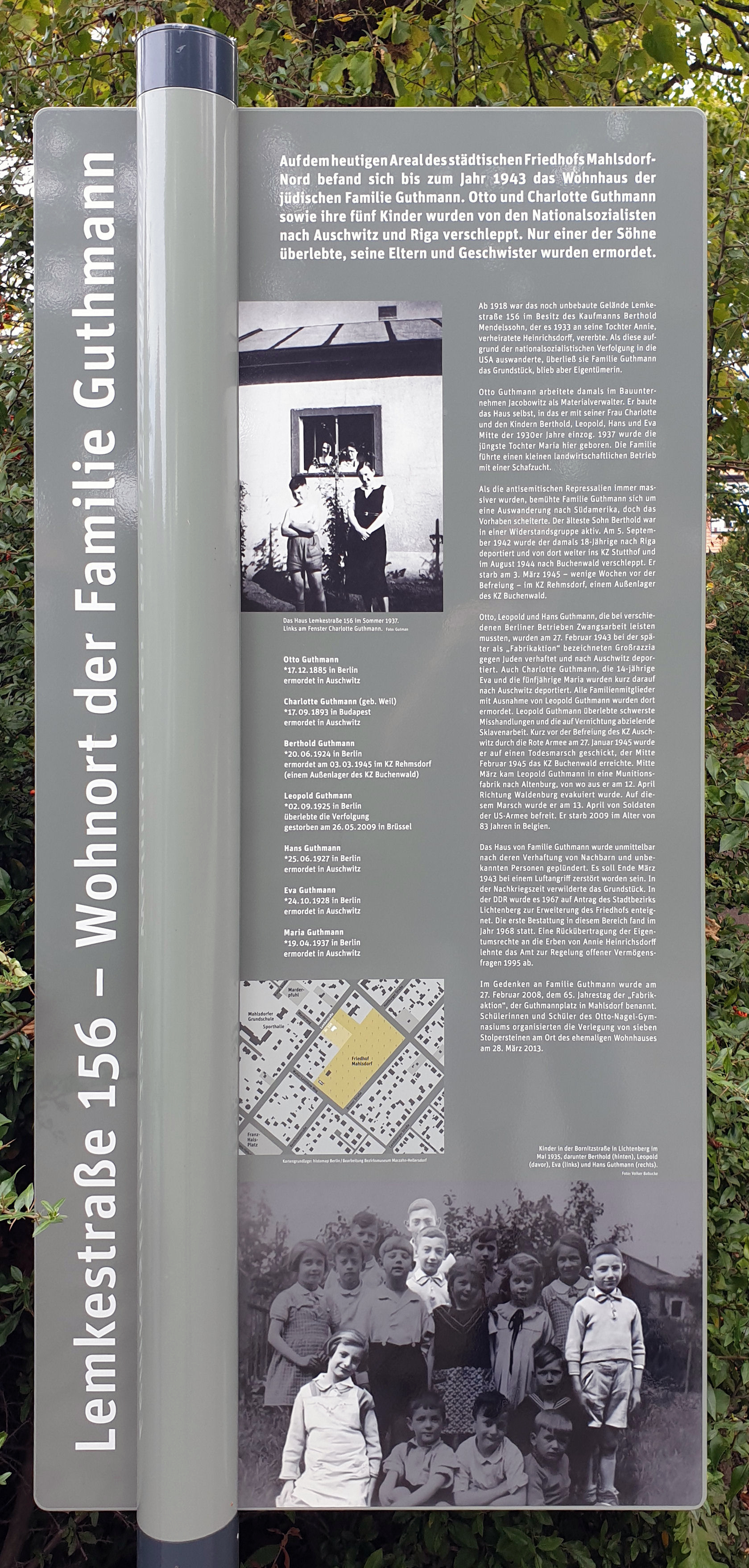
Gedenktafel für Familie Guthmann, Lemkestraße 156

- Charlotte von Mahlsdorf (1928–2002), Begründerin des Gründerzeitmuseums
- Martin Kramer (1933–2022), evangelischer Theologe, Studentenpfarrer und Konsistorialpräsident
- Günter Holwas (1950–2014), Bluesmusiker
- Felix Kramer (* 1973), Schauspieler
- Susanne Graf (* 1992), Politikerin (Piratenpartei)
- Lennard Maloney (* 1999), Fußballspieler

### Mit Mahlsdorf verbundene Persönlichkeiten
- Paul Großmann (1865–1939), Librettist, Ortschronist und Herausgeber,[27] lebte in der Fritz-Reuter-Straße 6[28]
- Oswald Schumann (1865–1939), Politiker (SPD), Reichstagsabgeordneter,  lebte in der Fauststraße 6[29]
- Alice Herz (1882–1965), Pazifistin und Journalistin, lebte in der Akazienallee 4[30]
- Karl Vesper (1883–1933), Widerstandskämpfer gegen den Nationalsozialismus, lebte am Briesener Weg 170
- Josep Renau (1907–1982), spanischer Maler und Fotomontagekünstler, lebte 16 Jahre in der Kastanienallee[31]
- Erwin Kobbert (1909–1969), Bildhauer, lebte am Frettchenweg 32[32]
- Diedrich Wattenberg (1909–1996), Astronom
- Kurt Schwaen (1909–2007), Komponist, lebte 1956–2007 in der Wacholderheide 31
- Ingeborg Meyer-Rey (1920–2001), Buch- und Zeitschriftenillustratorin, lebte in der Hamburger Straße 7[33]
- Johanna Jura (1923–1994), Bildhauerin und Keramikerin, lebte am Hultschiner Damm 71[34]
- Gerhard Behrendt (1929–2006), Regisseur, Puppengestalter und Erfinder des Sandmännchens
- Reiner Süß (1930–2015), Opernsänger, lebte seit 1961 in der Pilgramer Straße[35]
- Rudi Strahl (1931–2001), Schriftsteller, lebte in Mahlsdorf[36]
- Karl-Günter Möpert (1933–2014), Bildhauer, lebte in Mahlsdorf
- Jurek Becker (1937–1997), Schriftsteller, lebte bis zu seiner Ausreise aus der DDR in der Wilhelm-Blos-Straße[37]
- Peter Gotthardt (* 1941), Komponist, lebt seit 1975 in Mahlsdorf[38]
- Herbert Dreilich (1942–2004), Rockmusiker, lebte in Mahlsdorf[39]
- Frank Schöbel (* 1942), Schlagersänger, lebt in Mahlsdorf[40]
- Siegfried Lorenz (1945–2024), Opern- und Liedsänger, lebte in Mahlsdorf
- Wolfgang Lippert (* 1952), Sänger und Moderator, in Mahlsdorf aufgewachsen
- Ralf Bursy (1956–2022), Sänger und Musikproduzent, lebte in Mahlsdorf[41]
- Kathrin Schmidt (* 1958), Schriftstellerin, Trägerin des Deutschen Buchpreises 2009
- Petra Zieger (* 1959), Rocksängerin
- René Gross (1964–1986), Maueropfer, lebte in Mahlsdorf[42][43]
- Maybrit Illner (* 1965), Fernsehmoderatorin, lebte in Mahlsdorf[44]
- Jeannette Auricht (* 1970), Politikerin (AfD), in Mahlsdorf aufgewachsen
- Marco Bertram (* 1973), Autor, ging in Mahlsdorf zur Schule
- Mario Czaja (* 1975), Politiker (CDU), in Mahlsdorf aufgewachsen
- Sebastian Czaja (* 1983), Politiker (FDP), in Mahlsdorf aufgewachsen
- Katharina Günther-Wünsch (* 1983), Politikerin (CDU), lebt in Mahlsdorf
- Lisa Unruh (* 1988), Bogenschützin, in Mahlsdorf aufgewachsen
- Jacob Schopf (* 1999), Kanute, in Mahlsdorf aufgewachsen